# Jean-Philippe Boutteaux
Jean Philippe Boutteaux, né en 1742 à Aulnoye-les- Berlaimont (Nord), est un général de brigade de la Révolution française.

## États de service
Il entre en service le 25 décembre 1769, comme soldat au régiment d’artillerie de Metz.
De 1778 à 1783, il participe à la guerre en Amérique
Il est promu général de brigade le 30 novembre 1793.

## Sources
- (en) « Generals Who Served in the French Army during the Period 1789 - 1814: Eberle to Exelmans »
- Léon Hennet, Etat militaire de France pour l’année 1793, Siège de la société, Paris, 1903, p. 123.
- Côte S.H.A.T.: 8 YD 409